# (19955) Hollý
(19955) Hollý ist ein Asteroid des äußeren Hauptgürtels, der am 28. November 1984 von dem slowakischen Astronomen Milan Antal am Piszkéstető-Observatorium (IAU-Code 561) im nordungarischen Mátra-Gebirge im Auftrag des Budapester Konkoly-Observatoriums entdeckt wurde. Eine Sichtung des Asteroiden hatte es vorher schon am 8. Oktober 1978 unter der vorläufigen Bezeichnung 1978 TL8 am Krim-Observatorium in Nautschnyj gegeben.
Der mittlere Durchmesser von (19955) Hollý wurde mithilfe des Wide-Field Infrared Survey Explorers (WISE) mit 7,785 (±0,116) km berechnet, die Albedo mit 0,140 (±0,021). Nach der SMASS-Klassifikation (Small Main-Belt Asteroid Spectroscopic Survey) wurde bei einer spektroskopischen Untersuchung von Gianluca Masi, Sergio Foglia und Richard P. Binzel (19955) Hollý der taxonomischen Klasse der C-Asteroiden zugeordnet.
Der Asteroid gehört, grob gesehen, zur Eos-Familie, einer Gruppe von Asteroiden, welche typischerweise große Halbachsen von 2,95 bis 3,1 AE aufweisen, nach innen begrenzt von der Kirkwoodlücke der 7:3-Resonanz mit Jupiter, sowie Bahnneigungen zwischen 8° und 12°. Die Gruppe ist nach dem Asteroiden (221) Eos benannt. Es wird vermutet, dass die Familie vor mehr als einer Milliarde Jahren durch eine Kollision entstanden ist. Die zeitlosen (nichtoskulierenden) Bahnelemente von (19955) Hollý sind fast identisch mit denjenigen von zehn weiteren Asteroiden: (91994) 1999 VF124, (106487) 2000 WH24, (129593) 1997 UZ24, (241085) 2006 UR195, (328015) 2007 HO96, (329728) 2003 WQ170, (340715) 2006 SE58, (396994) 2005 ST212, (399673) 2004 SW19 und 2011 UW117.
(19955) Hollý wurde am 4. August 2001 nach dem slowakischen Dichter Ján Hollý (1785–1849) benannt.